# كأس بلغاريا 1949
كأس بلغاريا 1949 (بالبلغارية: Купа на Съветската армия 1949)‏ هو موسم من كأس بلغاريا. أشرف على تنظيمه اتحاد بلغاريا لكرة القدم، وفاز فيه ليفسكي صوفيا.